# Controllo della qualità
Il controllo della qualità è una "parte della Gestione della qualità mirata a soddisfare i requisiti per la qualità", così come definito dalla norma ISO 9000 ed. 2000.
Il controllo qualità è disciplina diversa, se pur contigua, dall'assicurazione qualità.